# Dizain
Pour les articles homonymes, voir dizain (homonymie).
Un dizain (ou dixain) est une strophe ou un poème de dix vers.
Dans la poésie française, cette forme est en vogue aux XVe siècle et XVIe siècles. En 1544, Maurice Scève l'utilise dans sa Délie, une suite de 449 dizains composés de deux quintils disposés en ababb/ccdcd. Joachim du Bellay publie un dizain en 1547 sous le titre À la ville du Mans.
Puis le dizain est délaissé jusqu'à ce que Sade le reprenne dans sa paraphrase de l'Ode à Priape d'Alexis Piron (Histoire de Juliette - 4e partie).
On le rencontre ensuite chez François Coppée, en rimes plates, notamment dans la section Promenades et Intérieur des Humbles (1872), tableaux de la vie des gens modestes.
Le dizain donne lieu à des pastiches plus ou moins moqueurs chez les zutistes : Verlaine, Arthur Rimbaud et les auteurs du recueil Dixains réalistes de 1876 (Nina de Villard, Charles-Antoine Cros, Jean Richepin, Maurice Rollinat, Germain Nouveau, Auguste de Châtillon, Hector L'Estraz et Charles Frémine).
Paul-Jean Toulet a laissé cette pièce particulièrement inspirée :

« Puisque tes jours ne t'ont laissé
 
Qu'un peu de cendre dans la bouche,
 
Avant qu'on ne tende la couche
 
Où ton cœur dorme, enfin glacé,
 
Retourne, comme au temps passé,
 
Cueillir, près de la dune instable,
 
Le lys qu'y courbe un souffle amer,
 
- Et grave ces mots sur le sable :

Le rêve de l'homme est semblable
 
Aux illusions de la mer. »

Dans la poésie hispanique, ses vers sont octosyllabiques, et on le trouve sous le nom de décima (es).  Quand ces vers sont de la forme abbaaccddc, comme aimait à les pratiquer Vicente Espinel, ils prennent le nom d'espinela.